# Ermita de las Angustias (Uclés)
La ermita de las Angustias es una ermita situada en el casco urbano de la localidad española de Uclés (provincia de Cuenca, Castilla-La Mancha). Se trata de un templo del siglo XVII construido con los restos de la antigua iglesia de Santa María y que ya no se usa para el culto desde 1967.